# Sofia Pizzato
Sofia Pizzato (Padova, 20 ottobre 1998) è un'ex sciatrice alpina italiana.

## Biografia
Originaria di Noventa Padovana e attiva dall'ottobre del 2014, Sofia Pizzato in Coppa Europa ha esordito il 4 febbraio 2015 a San Candido in slalom gigante, senza completare la gara, ha conquistato il miglior risultato il 1º febbraio 2023 a Châtel in discesa libera (7ª) e ha preso per l'ultima volta il via l'11 febbraio 2024 a Crans-Montana nella medesima specialità (47ª); si è ritirata al termine di quella stessa stagione 2023-2024 e la sua ultima gara in carriera è stata la discesa libera dei Campionati sammarinesi 2024, disputata il 27 aprile a Sarentino. Non ha debuttato in Coppa del Mondo e non ha preso parte a rassegne olimpiche o iridate.

## Palmarès

### Coppa Europa
- Miglior piazzamento in classifica generale: 75ª nel 2023

### Campionati italiani
- 1 medaglia:
  - 1 argento (combinata nel 2019)